# Italian Football League
Italian Football League (zkratka IFL, česky Italská fotbalová liga) je profesionální liga amerického fotbalu v Itálii. Celou ligu tvoří 12 týmů, každý z týmů odehraje 16 zápasů, 8 nejlepších postoupí do play off. Dva nejlepší se pak proti sobě postaví ve finále Italian Bowl (někdy také Italian SuperBowl), v němž proti sobě hrají dva nejlepší týmy o první místo a o trofej.

## Historie
V roce 1946 se dva hráči ragby rozhodli, že začnou s americkým fotbalem. Povedlo se jim dát dohromady další hráče a každý pátek si chodívali zahrát jenom mezi sebou.
V roce 1950 se povedlo založit už menší ligu, která však byla pouze amatérská a tvořily ji jen 4 týmy, dva z Říma, jeden z Milána a jeden z Neapole. V roce 1955 se liga stala profesionální a přibyly další 2 týmy.  V letech 1959–1961 vzniklo dalších 5 týmů, dva v roce 1959, jeden v roce 1960 a dva v roce 1961, a v roce 1972 byl přibyl poslední tým do ligy, kterou tvoří 12 týmů. Z výsledků:
- Italian SuperBowl 2021: Panthers Parma – Seamen Milán 40:34
- Italian SuperBowl 2022: Guelfi Firenze – Seamen Milán 21:17
- Italian SuperBowl 2023: Panthers Parma – Guelfi Firenze 29:13
- Italian SuperBowl 2024: Panthers Parma – Guelfi Firenze 38:26